# Hermann Krafft
Hermann Paul Christian Krafft, Rufname Hermann, (* 8. Mai 1861 in Elberfeld; † 28. Januar 1934 in Barmen-Gemarke) war ein deutscher Pastor.

## Leben
Hermann Krafft war eins von acht Kindern des evangelischen Pfarrers Karl Krafft und seiner Frau aus der Pastorenfamilie Hermann. Er besuchte das Gymnasium in Elberfeld. Nach dem Abitur 1880 schickten ihn seine Eltern nach St. Chrischona zur dortigen Pilgermission St. Chrischona, die eine Evangelistenschule geworden war. Kraft arbeitete dort zunächst als Gärtner und begann dann das Studium der Evangelischen Theologie an der Universität Basel. Er wechselte an die Universität Leipzig und schließlich 1882 an die Universität Bonn, wo sein Onkel Wilhelm Ludwig Krafft lehrte. Besonders geprägt wurde Hermann Krafft dort durch Theodor Christlieb. 1884 bestand er das erste Theologische Examen in Koblenz, worauf ihn die reformierte Gemeinde Elberfeld zum persönlichen Hilfsprediger seines erkrankten Vaters wählte. Zur Vorbereitung auf das zweite Examen wurde er persönlicher Vikar bei August Ebrard in Erlangen, mit dem er abwechselnd in der französisch-reformierten Gemeinde predigte.
Nach dem zweiten Examen wurde Krafft von der Gemeinde Baer zum Prediger gewählt, so dass er dort 1886 seinen Dienst antrat. 1892 berief ihn die reformierte Gemeinde Barmen-Gemarke auf ihre neue vierte Pfarrstelle. Bei seinen Predigten war die Kirche regelmäßig überfüllt wie vordem bei Pfarrer Friedrich Wilhelm Krummacher. Den Verwaltungsaufgaben war Krafft weniger gewachsen.
Krafft war lange im Moderamen des Reformierten Bundes tätig. Anlässlich des Calvin-Jubiläums 1909 würdigte er Calvin mit dem Aufsatz Die Bedeutung Calvins für den gesamten Protestantismus. Er arbeitete bei der Deutschen Evangelischen Allianz mit und wurde schließlich Vorsitzender des westdeutschen Zweiges.
1931 trat Krafft in den Ruhestand, blieb aber aktiv, indem er weiter predigte, Vorträge hielt und an vielen Orten Evangelisationen durchführte.